# Батраева, Зинаида Николаевна
Зинаида Николаевна Батраева (4 октября 1922, Дурыкино, Московская губерния — 24 апреля 2021, Москва) — советская разведчица.

## Биография
Зинаида Николаевна Батраева родилась 4 октября 1922 года в селе Дурыкино Солнечногорского района Московской области.
Окончив школу поступила в Московский институт инженеров транспорта. Не удалось закончить институт, так как в то время ввели платное обучение в высших учебных заведениях, а в семье не хватало денежных средств на учёбу. После отчисления устроилась на работу в архивное подразделение НКВД. До начала Великой Отечественной войны работала старшим регистратором на картотеке.
В начале Великой отечественной войны Зинаида Батраева переехала в Свердловск, так как архивное подразделение НКВД было эвакуировано в этот город. Её направили на учёбу в Свердловскую межкраевую школу НКВД, которая готовила сотрудников для разведывательной и контрразведывательной деятельности. Успешно окончив школу в 1942 году, Зинаида Николаевна была направлена в Москву, где её определили младшим оперуполномоченным по Москве и Московской области на конкретную оперативную работу. Она занималась вербовкой новых агентов. В октябре 1943 года её перевели во внешнюю разведку. Одновременно Зинаида Батраева проходила подготовку в Высшей школе НКГБ, в которой помимо специальных дисциплин изучала иностранные языки. В это время познакомилась со своим будущим мужем Борисом Батраевым, тоже разведчиком. В 1945 году они на отлично окончили Высшую школу НКГБ, после чего были направлены в Первое управление НКГБ. В 1946 году Зинаида и Борис поженились. В дальнейшем супруги работали в советской внешней разведке совместно.
Первый раз, в марте 1947 года, их откомандировали в Италию. В резидентуре Зинаида Батраева под оперативным псевдонимом «Татьяна» работала переводчицей. Вместе с тем она часто привлекалась «на поле» в качестве оперативного сотрудника. В дальнейшем, после 1961 года супруги Батраевы были переброшены также в другие страны, где Борис Батраев являлся резидентом — в Пакистан, Цейлон и Индию. В 1987 году у Батраевых была последняя командировка.
Биография и жизнеописание Зинаиды Батраевой была отражена в отдельной главе в сборнике «Женские судьбы разведки» официального историографа Службы внешней разведки Российской Федерации Владимира Антонова. Зинаида Николаевна Батраева скончалась 24 апреля 2021 года в Москве.